# رسوایی توسعه مالزی برهاد
رسوایی توسعه مالزی بِرهاد پرونده رسوایی مالی صندوق توسعه ملی مالزی (۱MDB) است. در ماه فوریه ۲۰۱۵، نجیب رزاق، نخست‌وزیر مالزی، متهم به انتقال بیش از ۲٫۶۷ میلیارد رینگیت مالزی (نزدیک به ۷۰۰ میلیون دلار) از صندوق توسعه مالزی برهاد، به حسابهای بانکی شخصی‌اش شد. این رویداد موجب انتقاد گسترده در میان مالزیایی‌ها شد و بسیاری از جمله مهاتیر محمد، یکی از نخست وزیران قبلی خواستار استعفای نجیب رزاق شدند، مهاتیر محمد در انتخابات عمومی ۲۰۱۸، رزاق را شکست داد. مهاتیر محمد، پس از انتخابات ۲۰۱۸، گفت که شواهد کافی برای بازگشایی پرونده بازجویی در رسوایی 1MDB وجود دارد. در ماه‌های پس از انتخابات، مقامات مالزی، نجیب رزاق را ممنوع از ترک کشور کردند و به جرم خیانت در امانت، پولشویی و سوءاستفاده از قدرت محکوم کردند.

## نتیجه دادگاه عالی مالزی
در ۲۸ ژوئیه ۲۰۲۰ دادگاه عالی مالزی نجیب رزاق را در هفت مورد اتهام شامل جرم سوءاستفاده از قدرت، سه فقره جرم خیانت در امانت و سه فقره پولشویی، در هر هفت اتهام مجرم تشخیص داد، و در اولین جلسه دادگاه وی را مقصر اعلام کرد. رزاق محکوم به ۱۲ سال زندان و پرداخت جریمه نقدی شد.